# Irina Perchina
Irina Vladimirovna Pershina (Kropotkin, 13 de setembro de 1978) é uma nadadora sincronizada russa, campeã olímpica.

## Carreira
Irina Perchina representou seu país nos Jogos Olímpicos de 2000, ganhando a medalha de ouro por equipes. 